# Paella
La paella è un piatto tradizionale della cucina spagnola, a base di riso, zafferano, verdure, carne e/o frutti di mare. È originario della Comunidad Valenciana  e successivamente si è diffuso in tutta la Spagna, acquisendo popolarità all'estero, in particolare nel bacino del Mar Mediterraneo. Un adattamento della ricetta, noto come paelya o arroz a la valenciana è entrato a far parte della cucina filippina.

## Etimologia

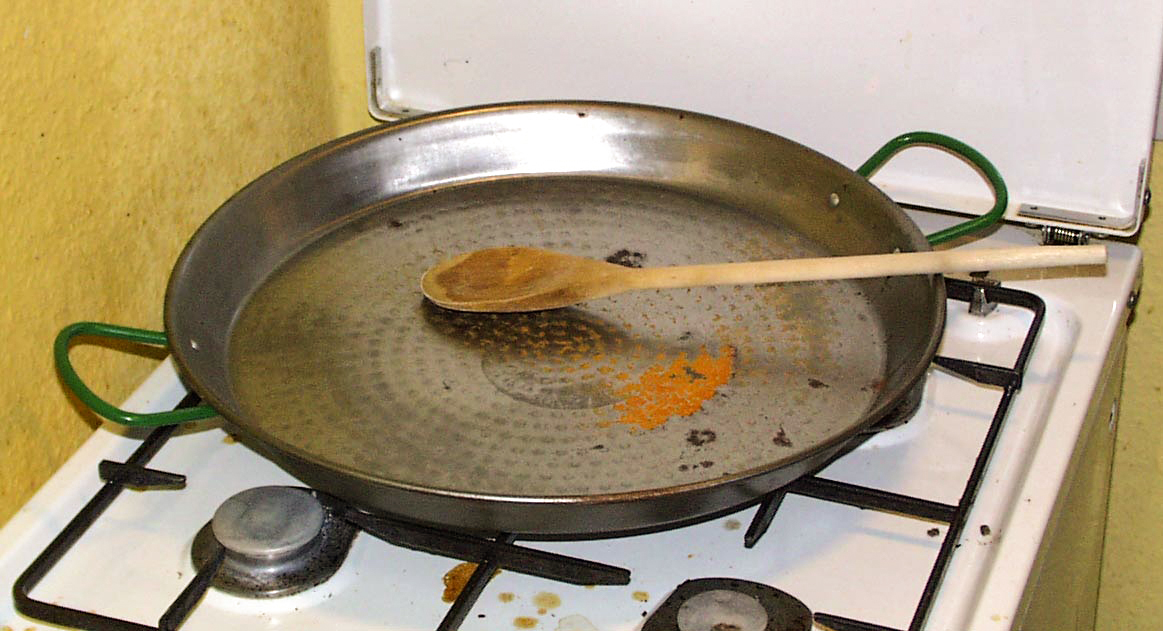
Una paella o paellera

Etimologicamente la parola valenciana paella deriva dal latino patella, dal quale sono derivati anche il francese poêle, lo spagnolo medievale padilla e l'italiano padella. In origine il termine indicava una padella larga e poco profonda in ferro, munita di due impugnature opposte, che veniva utilizzata nella Comunità Valenzana per cucinare vari piatti a base di riso, oppure la fideuà (preparata con pasta tipo fedelini).
Sia in valenzano che in spagnolo paella indica sia la preparazione gastronomica che lo strumento atto alla sua cottura, ma in entrambe le lingue l'apposita padella è inoltre denominata paellera; lo stesso vocabolo sta anche ad indicare una donna che cucina la paella o una donna amante della paella (al maschile paellero in spagnolo e paeller in valenzano).

## La ricetta della paella
La paella nasce come "piatto di recupero", e quindi può essere personalizzata a seconda degli ingredienti reperibili o di stagione. La ricetta della paella valenzana prevede riso (in genere di qualità "senia" o "bomba"), rosolatura di carne marinata, solitamente pollo e coniglio, verdure verdi come fagiolini o taccole, pomodori, peperoni e fagioli, ai quali si aggiungono brodo e spezie, come zafferano e rosmarino. In alcune varianti sono previste anche lumache.
La variante più comune è quella a base di frutti di mare (paella de marisco in spagnolo), diffusasi sulle coste mediterranee, che sostituisce la carne con crostacei e molluschi, come mitili, scampi e seppie, e il brodo con il fumetto di crostacei.
Altre varianti, pur mantenendo gli ingredienti base come riso e zafferano, mescolano frutti di mare e carne assieme, solitamente pollo e coniglio, costituendo la paella mista (paella mixta in spagnolo).

## Celebrazioni
Il 20 settembre di ogni anno si festeggia la giornata mondiale della Paella.